# Суприкян, Жак Ншанович
Жак Ншанович Суприкян (арм. Ժակ Սուփրիկյան; 1 июля 1937, Бейрут, Ливан — 9 ноября 2011, Ереван, Армения) — советский футболист, нападающий; тренер. Мастер спорта СССР.

## Биография
Начал играть в футбол в ливанском Бейруте. Выступал за армянские клубы «Ширак» Ленинакан| (1958—1959, 1965—1966) и «Спартак» / «Арарат» Ереван (1960—1964). В высшей лиге в 1960—1963 годах в 103 играх забил 19 голов. Привлекался к сборам в московском «Спартаке».
Работал старшим тренером в «Котайке» Абовян (1978—1979), тренером в «Арарате» (1983, 1990—1991), «Шираке» (1979), «Оменмене» Лондон, «Оменмене» Ереван, командах Сирии и Ливана. Главный тренер АСС Ереван (сентябрь 1196 — май 1997). Работал в спортшколе «Малатии».
Скончался в 2011 году от инфаркта.